# Euphausia gibba
Euphausia gibba är en kräftdjursart som beskrevs av Ortmann 1893. Euphausia gibba ingår i släktet Euphausia och familjen lysräkor. Inga underarter finns listade i Catalogue of Life.